# 和歌山県道138号和歌山野上線
和歌山県道138号和歌山野上線（わかやまけんどう138ごう わかやまのかみせん）は、和歌山県和歌山市から海草郡紀美野町に至る一般県道である。

## 概要
和歌山市小松原通1丁目から海草郡紀美野町動木に至る。このうち、県庁前交差点から田中町交差点までの区間は、通称三年坂通りの一部となっている。
全線にかけて幅の差が大きい。和歌山市の市街地である三年坂通り区間は片道2車線だが、和歌山市伊太祈曽から和歌山市黒岩を経て、海南市野尻に至る道が非常に狭い。

### 路線データ
- 起点：和歌山県和歌山市小松原通1丁目（県庁前交差点、国道24号、国道26号、国道42号、和歌山県道16号和歌山港線終点）
- 終点：和歌山県海草郡紀美野町動木（動木交差点、国道370号旧道上、和歌山県道10号岩出野上線交点）
- 実延長：16.807 km

## 路線状況

### 通称
- 三年坂通り

起点（県庁前交差点）から田中町交差点までの区間は、通称「三年坂通り」の一部となっている（三年坂通りは、和歌山県道16号和歌山港線加納町交差点から、県庁前交差点を経由して田中町交差点まで）。これは紀州徳川家初代藩主徳川頼宣の時代に、和歌山城南に設けられた坂「三年坂」に由来する。

### 重複区間
- 和歌山県道13号和歌山橋本線（和歌山市吉礼・吉礼交差点 - 和歌山市伊太祁曽・伊太祈曽駅北交差点）
- 和歌山県道9号岩出海南線（和歌山市伊太祈曽・伊太祈曽駅北交差点 - 和歌山市伊太祈曽）
- 国道424号（海南市別院・八幡橋西詰交差点 - 海南市野上中）
- 国道370号（海南市野上中・海南市野上中交差点 - 海草郡紀美野町動木・動木交差点（終点））

### 道路施設

#### 橋梁
- 大橋（和歌川、和歌山市）
- 八幡橋（貴志川、海南市、国道424号重複区間内）

#### トンネル
- 吉礼トンネル：延長157 m、1996年（平成8年）竣工、和歌山市（和歌山県道13号和歌山橋本線重複区間内）

## 地理

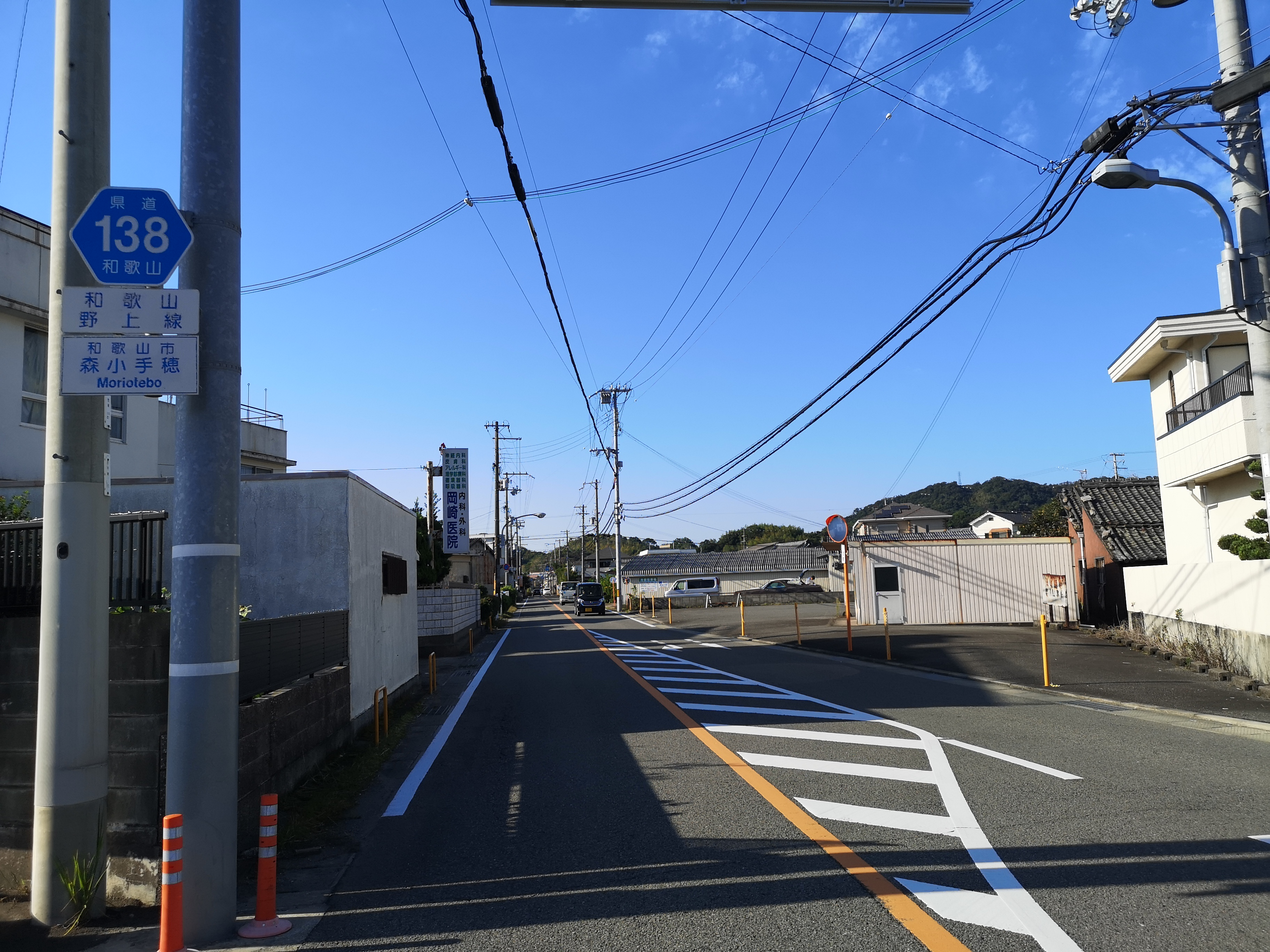
和歌山市森小手穂（2020年10月）

### 通過する自治体
- 和歌山県
  - 和歌山市 - 海南市 - 海草郡紀美野町

### 交差する道路
| 交差する道路                                                                | 市町村名 | 市町村名 | 交差する場所  | 交差する場所        |
| --------------------------------------------------------------------------- | -------- | -------- | ------------- | ------------------- |
| 国道24号 国道26号 国道42号 和歌山県道16号和歌山港線                         | 和歌山市 | 和歌山市 | 小松原通1丁目 | 県庁前交差点 / 起点 |
| 屋形通り                                                                    | 和歌山市 | 和歌山市 | 屋形町4丁目   | 屋形町交差点        |
| 和歌山県道135号和歌山海南線                                                 | 和歌山市 | 和歌山市 | 橋向丁        | 橋向丁交差点        |
| 和歌山県道145号鳴神木広線                                                   | 和歌山市 | 和歌山市 | 田中町5丁目   |                     |
| 和歌山県道136号秋月海南線                                                   | 和歌山市 | 和歌山市 | 秋月          |                     |
| 和歌山県道143号井ノ口秋月線                                                 | 和歌山市 | 和歌山市 | 秋月          |                     |
| 和歌山県道160号沖野々森小手穂線                                             | 和歌山市 | 和歌山市 | 森小手穂      | 岡崎交番前交差点    |
| 和歌山県道13号和歌山橋本線 重複区間起点                                     | 和歌山市 | 和歌山市 | 吉礼          | 吉礼交差点          |
| 和歌山県道9号岩出海南線重複区間起点 和歌山県道13号和歌山橋本線 重複区間終点 | 和歌山市 | 和歌山市 | 伊太祈曽      | 伊太祈曽駅北交差点  |
| 和歌山県道157号山東停車場線                                                 | 和歌山市 | 和歌山市 | 伊太祈曽      |                     |
| 和歌山県道9号岩出海南線 重複区間終点                                        | 和歌山市 | 和歌山市 | 伊太祈曽      |                     |
| 国道424号 重複区間起点                                                      | 海南市   | 海南市   | 別院          | 八幡橋西詰交差点    |
| 国道424号 重複区間終点                                                      | 海南市   | 海南市   | 野上中        |                     |
| 国道370号 / 旧道 重複区間起点                                               | 海南市   | 海南市   | 野上中        | 海南市野上中交差点  |
| 国道370号 / 重複区間終点 和歌山県道10号岩出野上線                           | 海草郡   | 紀美野町 | 動木          | 動木交差点 / 終点   |

### 交差する鉄道
- 紀勢本線
- 和歌山電鐵貴志川線

### 沿線
- 和歌山県庁
- 和歌山城
- 和歌山県立博物館
- 和歌山県立近代美術館
- 和歌山大学教育学部附属小学校
- 和歌山大学教育学部附属中学校
- 和歌山市立広瀬小学校
- 和歌山電鐵貴志川線
  - 田中口駅 - 日前宮駅
- 和歌山県立向陽中学校・高等学校
- 日前神宮・國懸神宮
- 和歌山市立日進中学校
- 秋月郵便局
- 和歌山市立宮小学校
- 和歌山市立岡崎小学校
- 和歌山東警察署 岡崎交番
- 和歌山県立和歌山東高等学校
- 和歌山市立東山東小学校
- 海南市立東海南中学校